# پوینت هایلی
پوینت هایلی (به سوئدی: Point Hyllie) یک آسمان‌خراش در سوئد است که در بخش مالمو واقع شده‌است.